# 船山守護所
船山守護所（ふなやましゅごしょ）は信濃国埴科郡（長野県千曲市）にあった守護所である。

## 概要
鎌倉幕府の成立以降、律令国毎に設置された守護は国衙と並ぶ地方支配の中核となり、守護の館である守護所は一国の政治、軍事、流通の中心地となっていくものが多かった。
信濃国の場合、鎌倉時代の守護所については諸説があって確定していないが、嘉暦4年（1322年）当時の船山は守護北条基時の所領となっていた。続く南北朝時代に守護所は埴科郡船山郷にあったとされる。
（千曲市公民館報48「もっと知りたいふるさと」）
正慶2年（元弘3年1333年）には北条氏が滅亡し、鎌倉幕府は倒れた。しかし後醍醐天皇によって創始された建武の親政は、武士たちの支持を固める事が出来ず混乱を生じた。それに乗じた北条氏の残党による蜂起が各地で起こった。
建武2年（1335年）、倒幕の功労により新たに信濃守護に任命された小笠原貞宗は、北条残党を討つための軍勢を船山に集結させた。鎌倉時代の信濃守護は北条氏の世襲で、船山郷は春近領に属し、北条得宗家領で、末期には北条基時が延慶3年（1310年）に信濃守護に就任しており、その所領で得宗家臣の諏訪時光（諏訪円忠の叔父→義父）も一方地頭であった。ここを守護所としたのは善光寺と府中（信府‐松本市）と上野国への三方面へ結ぶ要所であったためと推察されるが、鎌倉時代末期には既にこの地に守護所が存在していたものとみられる。
同年7月、諏訪氏に匿われていた北条時行が鎌倉幕府の再興を謀って挙兵した（中先代の乱）。北条党の保科弥三郎（諏訪神党）、四宮左衛門太郎（武水別神社神官家）や関屋氏（皆神山神社神官家）,夏目氏（石川荘）らが船山守護所を襲撃し、守護方の市河助房らと青沼（千曲市杭瀬下）周辺での戦闘となった（青沼合戦）。八幡河原、篠ノ井河原、四宮河原、磯部河原、坂城で千曲川を挟んでの攻防の後、守護方は清滝城に籠城した反乱軍を攻略したのち牧城へと転戦した（『市河文書』）。
観応2年/正平6年（1351年）には南朝と結んだ足利直義から任命された信濃守護諏訪直頼の軍が船山守護館を攻めた後、転じて筑摩郡の放光寺に小笠原兼経を攻めている。この時足利尊氏方守護の小笠原政長は西国に出兵しており留守部隊はいても船山守護所は、なすすべなく焼け落ちた。
至徳4年（1384年）の信濃守護所は水内郡の平柴（長野市安茂里）に移っている。この間に西国の戦線から戻った小笠原政長によって船山守護所は復興されたようであるが、いつ平柴への移転がなされたかは不明である（『戸倉町誌』）。信濃国が室町幕府の直轄領となると、船山郷は将軍料所となった。
船山守護所の位置については現在の千曲市内に小船山と鋳物師屋、寂蒔に船山と言う小字名が残る（それぞれ小船山神社、元船山神社、船山神社が所在）が特定されてはいない。小船山（古船山と記した文献もある）には堀之内や木戸、などの通称地名が残り中世の居館の痕跡があって有力視されている。一方で鋳物師屋の字屋敷には周囲を水路で囲まれた環濠集落のような景観を持ち、その中には内堀と言って三方を水路で囲まれた館跡らしい場所がある（『更埴市誌』）。